# Dödmansholmen
Dödmansholmen är en ö i Finland. Den ligger i Finska viken och i kommunen Lovisa i den ekonomiska regionen  Lovisa i landskapet Nyland, i den södra delen av landet. Ön ligger omkring 60 kilometer öster om Helsingfors.
Öns area är 9,6 hektar och dess största längd är 420 meter i sydväst-nordöstlig riktning. Ön höjer sig omkring 25 meter över havsytan.